# Hanis
Hanis.- /Vlastito ime, značenje nepoznato/ Jedno od dva plemena Kus Indijanaca, porodica Kusan, nastanjeno na Coos Riveru i Coos Bayu na obali Oregona. Hanis i Miluk Indijanci obično se označavaju koleketivni imenom Kus ili Coos, koji se jezično klasificiraju Velikoj porodici Penutian. Hanisi su imali dva sela Anasitoh, na južnoj strani zaljeva Coos i Melukitz, na sjevernoj obali. Prema podacima ekspedicije Lewis & Clarka (1805) Hanis Indijanaca bilo je 1,500, dok je nepouzdani Mooney mišljenja da su svi Kusi 1780. imali 2.000 duša. Popisom iz 1910 svih Kusa bilo 93.
Kuklturno Hanis pripadaju Sjeverozapadnoj obali a po jeziku se razlikuju od Miluka. 

## Vanjske poveznice
- Indian Settlement on Coos Bay  Arhivirana inačica izvorne stranice od 19. studenoga 2005. (Wayback Machine)